# Японські слова португальського походження
Японські слова португальського походження в основному є португальським гайрайго. Велика частина слів цієї групи прийшла разом із португальськими єзуїтами, які проповідували християнські ідеї і принесли до Японії західні технології і товари. Безліч слів має запис ієрогліфами (атедзі), як було властиво для запозичень того часу.

## Історія
Португальці були першими європейцями, які досягли Японії і встановили з нею прямі торговельні відносини — так звана торгівля з південними варварами (приблизно 1543 рік). Вони були також першими на Заході, хто зробив словник японської мови «Ніппо дзісьо» (яп. 日葡辞書, «Vocabulário da Língua do Japão») (1603 рік). Авторство належить португальському місіонеру Жуану Родрігесу (порт. João Rodrigues), який окрім словника написав книгу з японської граматики «Ніхон дайбунтен» (яп. 日本大文典, «Arte da Língua do Japão»). У японсько-португальському словнику містилося приблизно 32 тисячі слів, більшість з яких стосувалася тих речей, які були завезені португальцями.

## Список запозичених слів
Застарілі слова позначені знаком †
| Транслітерація      | Японська                                | Старопортугальська (сучасна) | Значення японське (португальське)                                             | Примітки |
| ------------------- | --------------------------------------- | ---------------------------- | ----------------------------------------------------------------------------- | --- |
| аруко: ру           | アルコール                              | alcool (álcool)              | алкоголь                                                                      | слово з арабської мови |
| баттера             | ばってら                                | bateira (barco)              | різновид суші (човен)                                                         | суші, схожі на човен |
| † батерен           | 伴天連 / 破天連                         | padre                        | [єзуїтський] священник                                                        | використовувалося кірісітанами (Kirishitan) (ja:キリシタン)                                                                       |
| бі: дама            | ビー玉                                  | berlindes                    | скляні кульки                                                                 | скорочення від ビードロ + 玉 (кулька)                                                                                             |
| бі: доро            | ビードロ                                | vidro                        | бідоро (скло)                                                                 | різновид традиційної скляної іграшки                                                                                              |
| біро: до            | ビロード / 天鵞絨                       | veludo                       | Оксамит                                                                       | ベルベット також використовується зараз                                                                                           |
| бо: ро              | ボーロ                                  | bolo                         | різновид печива (торт, тістечко)                                              | У значенні торт використовується слово ケーキ                                                                                     |
| ботан               | ボタン / 釦 / 鈕                        | botão                        | кнопка                                                                        | |
| буранко             | ブランコ                                | balancé (baloiço)            | гойдалка                                                                      | |
| дзабон              | ざぼん / 朱欒 / 香欒                    | zamboa                       | фрукт поме́ло                                                                  | |
| дзьо: ро            | じょうろ / 如雨露 (じょろ / 如如露)     | jarro                        | поливальниця                                                                  | |
| дзюбан              | じゅばん / 襦袢                         | jibão (roupa íntima)         | нижня сорочка (під кімоно)                                                    | |
| Іесу / Іедзусу      | イエス / イエズス                       | Jesu (Jesus)                 | Ісус                                                                          | Можливо голландське походження від Jezus (≈Йезус). Може також означати «так» англійською мовою.                                   |
| Ігірісу             | イギリス / 英吉利                       | Inglez (Inglês)              | Велика Британія (Англія)                                                      | |
| † іруман            | イルマン / 入満 / 伊留満 / 由婁漫       | irmão                        | рядовий місіонер, який може стати священником (брат)                          | використовувалося кірісітанами (Kirishitan) (ja:キリシタン)                                                                       |
| канакін             | かなきん / 金巾                         | canequim                     | вид бавовняної тканини, схожої на перкаль (небілений муслін / ситець)         | слово-професіоналізм |
| † кандея            | カンデヤ                                | candeia (vela)               | каганець (свічка)                                                             | також використовувалося голландське слово kandelaar (カンテラ)                                                                    |
| † капітан           | 甲比丹 / 甲必丹                         | capitão                      | капітан                                                                       | зараз використовується англійське слово captain (キャプテン)                                                                      |
| каппа               | 合羽                                    | capa                         | плащ-дощовик                                                                  | також raincoat (レインオート) |
| карута              | かるた / 歌留多                         | cartas                       | карута (гральні карти)                                                        | вид японських традиційних гральних карт                                                                                           |
| касутера            | カステラ                                | (Pão de) Castella (Castela)  | кастела                                                                       | вид бісквітного пирога |
| † кірісітан         | キリシタン / 切支丹 / 吉利支丹          | christão (cristão)           | християни в Японії XVI—XVII століть — кірісітани (Kirishitan) (ja:キリシタン) | Записувалось у більш негативній формі після того, як християнство почало переслідуватися Сьоґунатом Токугави (鬼理死丹 / 切死丹). |
| кірісуто            | キリスト / 基督                         | Christo (Cristo)             | Христос                                                                       | |
| компейто:           | 金米糖 / 金平糖 / 金餅糖                | confeito                     | компейто (льодяник, цукрова цукерка)                                          | різновид льодяників |
| коппу               | コップ                                  | copo                         | стакан                                                                        | або з голландського: kop |
| † курісу            | クルス                                  | cruz                         | хрест                                                                         | тепер 十字架 чи クロス від англ. cross                                                                                            |
| кярамеру / карамеру | キャラメル / カラメル                   | caramelo                     | карамель                                                                      | |
| манто               | マント                                  | manto                        | плащ, мантія                                                                  | |
| марумеро            | マルメロ                                | marmelo                      | айва                                                                          | |
| мі: ра              | ミイラ / 木乃伊                         | mirra                        | мумія (смирна)                                                                | смирна використовувалася при муміфікації                                                                                          |
| меріясу             | メリヤス / 莫大小 / 目利安              | medias (meias)               | в'язання                                                                      | різновид в'язання |
| Оранда              | オランダ / 和蘭(陀) / 阿蘭陀            | Hollanda (Holanda)           | Нідерланди                                                                    | |
| пан                 | パン                                    | pão                          | хліб                                                                          | не іспанське pan і не французьке pain.                                                                                            |
| пін кара кірі маде  | ピンからキリまで                        | (pinta, cruz)                | від початку до кінця, метатися скрізь (точка, хрест)                          | [ 2 ] |
| рася                | ラシャ / 羅紗                           | raxa (feltro)                | овеча шерсть (войлок)                                                         | 9[джерело?] |
| родзаріо            | ロザリオ                                | rosario (rosário)            | розарій                                                                       | |
| † сабато            | サバト                                  | sábado                       | шаббат, шабаш (субота)                                                        | |
| саботен             | サボテン / シャボテン / 仙人掌 / 覇王樹 | sabão                        | кактус (мило)                                                                 | Можливе походження від того, що мило робили із соку кактуса.                                                                      |
| сараса              | 更紗                                    | saraça                       | вощений ситець                                                                | |
| субета              | スベタ                                  | espada                       | образливе слово для жінок (меч)                                               | Можливо змінилося під впливом карт. Не корисна масть піка (spade).                                                                |
| сябон               | シャボン                                | sabão                        | мило                                                                          | уживається у словосполученні мильна драма (シャボンドラマ)                                                                        |
| табако              | タバコ / 煙草                           | tabaco                       | тютюн, сигарета                                                               | |
| тьоккі              | チョッキ                                | jaque (colete, jaqueta)      | жакет, жилет                                                                  | также ベスト от англ. vest |
| тотан               | トタン                                  | tutanaga                     | гофрований гальванізований лист металу                                        | |
| темпура             | 天麩羅 / 天婦羅                         | tempero, temperar; tempora   | темпура (період утримання від м'яса)                                          | обсмажені у клярі овочі та морепродукти                                                                                           |
| тярумера            | チャルメラ                              | charamela                    | Шалмей                                                                        | духовий інструмент, яким колись користувалися японські продавці локшини 9[джерело?]                                               |
| фурасуко            | フラスコ                                | frasco                       | фляжка                                                                        | |

## Аріґато
Існує хибна думка, нібито слово аріґато (яп. ありがとう) походить від португальського обріґадо, що також означає «спасибі». Насправді воно походить від прикметника аріґатай (яп. ありがたい), найдавніше використання якого зафіксоване в «Манйосю», тобто задовго до прибуття португальців. Дослівно ж аріґато означає «складно бути», або ж «бути рідкісним», і передає вдячність за певну екстраординарну дію.